# Palo Pandolfo
Roberto Andrés «Palo» Pandolfo (Buenos Aires, 22 de noviembre de 1964-Buenos Aires, 22 de julio de 2021) fue un cantante, compositor, poeta y guitarrista de rock argentino. Comenzó su carrera a finales de los años 1970 con Sempiterno, su banda de escuela secundaria, la técnica “Ingeniero Luis A. Huergo”, debutando en vivo en 1979 y tocando hasta 1983, la fecha en que terminó la secundaria y se disolvió la banda.
Continuó en la década de 1980 liderando la banda post punk llamada Don Cornelio y La Zona, con la que editó dos trabajos discográficos de estudio y un álbum en vivo. Tras la separación de esta banda, formó el grupo Los Visitantes, en la que fusionó desde rock hasta ritmos latinos de diversas formas. Fue autor de éxitos masivos, tales como «Ella vendrá», «Tazas de té chino», «Playas oscuras», «Gris atardecer» y «Estaré». Recibió en 1995 un Diploma al Mérito de los Premios Konex, como uno de los cinco mejores compositores de rock de la última década en Argentina. En 2001, comenzó su carrera como solista y editó varios álbumes.

## Biografía

### Don Cornelio y la zona: años 1980
Palo Pandolfo comenzó su carrera discográfica como cantante, guitarrista, autor y compositor en la agrupación Don Cornelio y La Zona, una banda que surgió de la combinación de otros dos grupos de la secundaria, el que lideraba Palo se llamaba Sempiterno y el otro Post Emerum de donde provenia Claudio Fernández, el baterista con quien fundó Don Cornelio en 1984. Ya bajo el nombre de Don Cornelio y La Zona (1987) grabaron su primer álbum homónimo, producido por Andrés Calamaro. Tuvieron un rotundo éxito gracias a la difusión radial del tema «Ella vendrá» (escrita por Pandolfo). Fueron elegidos como Grupo Revelación por el suplemento Sí del diario Clarín. El 6 de agosto de 1988, el grupo fue soporte de Iggy Pop en el estadio Obras.
Su segunda producción, grabada durante la crisis del petróleo y del vinilo, en los Estudios Panda durante las mañanas, y autoproducido, se denominó Patria o muerte (1988). Produjeron un gran viraje con esta producción, ya que no era lo que esperaba la prensa, ni su público, asemejándose a los shows en vivo, donde reinaba la naturalidad, los pifies y la psicodelia post punk. Palo Pandolfo cerraba los show en Cemento, Die Shule, Babilonia, La Mosca Porteña, Medio Mundo Varieté, El Parakultural, Caras más Caras, Prix D'ami, entre otros boliches del circuito under porteño a altas horas de la madrugada con la gente extasiada. Sus conciertos incluían muñecos que ellos mismos armaban, máscaras, coreografía de baile, y todo tipo de performance que hacían a un lenguaje íntegro de un grupo de vanguardia para aquellos días. La poesía de Pandolfo desbordaba a cualquier hora y lugar, conformando el grupo de poesía Los Verbonautas.
Su segundo disco, Patria o muerte, no tuvo el mismo éxito y el grupo se separó. Sin embargo salió un tercer disco con las mejores canciones del grupo con el nombre de En vivo cuyo último show fue en Babilonia, sin saber que estaban poniendo fin a uno de los grupos más influyentes del rock vernáculo.

### Los Visitantes: años 1990
Luego Pandolfo formó un grupo nuevo, Los Visitantes. Este grupo también fue reconocido como grupo revelación por el suplemento del diario Clarín, y grabó su primer disco, Salud universal, del cual tuvo difusión radial con su tema «Playas oscuras». Palo Pandolfo llevó un grupo paralelo denominado “Los Locales” con quien tocaba desenchufado en el Bar La Luna, sus primeras composiciones y otras que luego serían incluidas en el repertorio de Los Visitantes. Se armaban "Carnavales poéticos" y otros tipos de performances, considerando por esos días a Palo como poeta maldito. Era común que cerrara los recitales tocando tangos solo con la guitarra. Otras de las canciones más recordadas de la banda fue Estaré la que también sería el último éxito. Ya en 1999, Herido de distancia no deja de tener el rancio sabor de las despedidas. Este compilado es, en realidad, una antología con mucho de lo mejor de la banda: esa poderosa hibridez que sabe mutar del rock a ritmos folclóricos, del dark al tango. Palo y su grupo dejan esta última marca con dos temas inéditos: Santa Margarita (y un tirano guitarrista) y el blues Herido de distancia. Disuelto el grupo, Pandolfo inició su carrera como solista.

## Carrera como solista

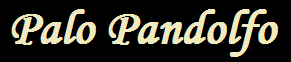
Logotipo de Pandolfo.

### A través de los sueños
En 2001 ya como solista Palo lanza al mercado el álbum A través de los sueños, en donde grabó temas que hoy ya se consideran clásicos en su repertorio como «Te quiero llevar», «Virgen» y «Todos somos el enviado»; el disco se vuelve a reeditar en 2007 acompañado del Soundtrack original de la película de 2006 Nacido y criado de Pablo Trapero, que le valió una nominación a los premios Cóndor de Plata en la categoría mejor banda de sonido. El álbum, que consagra definitivamente a Pandolfo como uno de los grandes cantautores nacionales de todos los tiempos, cuenta además con las participaciones de Fito Páez, Federico Gil Solá y Los Súper Ratones. La producción artística del álbum estuvo a cargo del propio Pandolfo. Los músicos invitados fueron: Thimoty Cid, Hernan Gravelloni, Conceicao Soares, Juan Subira, Christine Brebes, Rodrigo Guerra, Gustavo Semmartin, Tomas Lipan, Federico Gil Solá, Gonzalo Villagra, Mariano Barnes, Matias Ruiz, Alejandro Medina, Liliana Herrero, Fito Páez, Diego Rams, Jason, Los Súper Ratones y Peteco Carabajal.

### Intuición
En 2002 Pandolfo (con su banda La Fuerza Suave) grabó la maqueta de un nuevo disco, pero por la negativa de la compañía (DBN), nunca sale a la luz comercialmente, pero fue subida a internet. Dicho disco se llamó Intuición es, según el propio Pandolfo, «un fiel reflejo de una Argentina modelo 2002 sufrida y ruidosa, pero también de todo lo que vino después porque al escucharlo queda claro que hoy seguiría funcionando perfectamente».
Canciones como «La Revoluta», «¿Qué hacés loco?» y el cuarteto «Argentina 2002», son algunas de las canciones más explícitas de ese álbum. Aun así todo el disco contiene la misma esencia, de alguna manera.

### Antojo
En 2004, Pandolfo grabó Antojo, que es un disco de covers donde reversiona a distintos autores, desde Radiohead a David Bowie pasando por Mano Negra, Spinetta, y los propios Visitantes. La reedición viene acompañado por dos bonustracks nunca antes editados: «Ni hablar» de Andrés Calamaro y «Yuyo verde», un tango tradicional de Homero Expósito. La producción artística del álbum estuvo a cargo de Tito Losavio (Man Ray) y Palo Pandolfo. Los músicos invitados fueron: Richard Coleman, Charly García, Colombo, Los Súper Ratones, Adrian Dargelos, Juanchi Baleiron, Juan Subirá, Fabian Von Quintiero, Ariel Minimal y Gringui Herrera.

### Ritual criollo

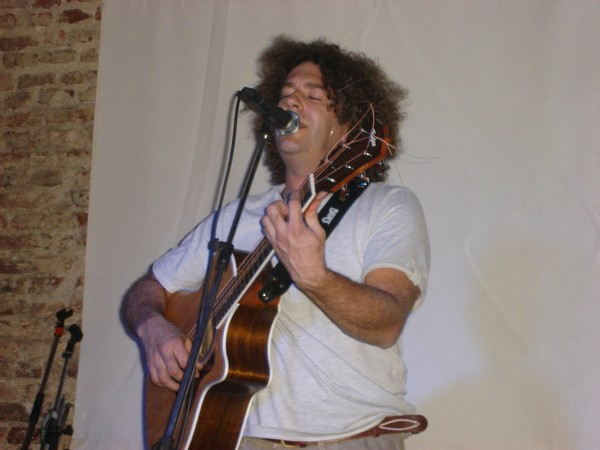
Pandolfo en 2010.

Luego de cuatro años sin sacar un disco, en 2007, Pandolfo formó una nueva banda llamada El ritual y grabó el disco Ritual criollo, editado en 2008. Un álbum en el que varios estilos musicales confluyen para lograr infinitos climas. La canción, la cumbia, el tango, el cuarteto y el rock son, entre otros, los caminos por los que Pandolfo se movió con eficacia y con soltura, llevando su voz desde la intimidad hasta el grito, pasando por la alegría y la emoción. Ritual Criollo podría considerarse un disco más acústico y folclórico que los demás, pero con la garra habitual que siempre impuso Roberto Pandolfo. Según Palo este disco fue grabado en su mayoría en una sola toma, dejando que fluyan, este es el estilo que de aquí en adelante Palo usó para componer (guitarra en mano, micrófono y a tocar). Este disco fue nominado como mejor disco en los Premios Carlos Gardel. La producción artística y dirección musical del disco estuvo a cargo de Gustavo Senmartin y Palo Pandolfo. De esta placa sobresale la canción «Oficio del cantor». Los músicos invitados fueron: Lidia Borda, Peteco Carabajal, Tito Losavio, Lisandro Aristimuño, Pablo Gignoli, Pablo Herrero Pondal, Santiago Fernández, Gustavo Senmartin, Rodrigo Guerra, Anahí y María Francesca (sus hijas).
Entre 2010 y 2011, mientras preparó su cuarto álbum, ejerció su faceta como productor y participa en la grabación del primer disco solista del ex Suéter Miguel Zavaleta titulado No sé, quizás, suerte. En 2011, también produjo Círculos, trabajo solista de Titin Naves, ex cantante y bajista de 113 VICIOS.

### Esto es un abrazo
En 2011 Palo formó su nueva banda La Hermandad y juntos van dándole forma a su próximo álbum. Así es como en abril de 2013 ve la luz Esto es un abrazo, con el sello S-Music, un álbum -en el sentido más profundo de la expresión- de rock argentino. Un artefacto que, subterráneamente, conecta los discos de Pescado Rabioso y las tapas del Expreso Imaginario con el Parakultural y el filo alterlatino de Todos Tus Muertos.
Para crear este álbum, Pandolfo convocó al músico mendocino Goy Ogalde y Charlie Desidney como productores. El resultado son trece canciones tan místicas como viscerales, con elementos de rocksteady, huaino, baladas y hasta hardcore. Palo las cantó poniendo en marcha un imaginario en que dialogan Benjamín Solari Parravicini, el conurbano bonaerense, Sturgeon, el sexo con amor y la vida familiar. De este disco sobresale la canción «El Leñador».
El 25 de mayo de 2014, formó parte de los festejos por el aniversario de la Revolución de Mayo, en el marco del show “Somos Cultura” del Ministerio de Cultura de la Nación.
A fines de octubre de 2014, publicó su primer libro de poesía titulado La estrella primera.

### Transformación
En 2016 editó Transformación a través del sello S-Music. El mismo es el producto del trabajo en conjunto, parte de los temas están compuestos junto a Alito Spina y Mariano Mieres. Cuenta además con invitados especiales como Ricardo Mollo en “Sonido Plateado” y “El Conquistador”; Hilda Lizarazu en “Morel”; Los Tipitos en “Niña de Metal”; Víctor Carrión (saxo en “La Fuga”); Marcelo Garófalo (Saxo barítono en “El juego”), Alejandro Terán, Javier Casalla, Javier Weintraub, Lucas Argomedo (cuerdas “Un Reflejo”), entre otros. El álbum, que fue precedido por el sencillo Morel, fue señalado como uno de los Discos del Año por los medios y crítica especializada (Clarín, La Nación, Rolling Stone, Billboard, Página 12, La Razón, La Voz, entre otros) y a principios de 2017 lo presentó en el Festival Lollapalooza Argentina.
Todo el proceso creativo del músico en plena ebullición fue registrado por el director Iván Wolovik, quien produjo el documental Transformación, recorriendo toda la intimidad de la grabación del disco. El documental registra la propia mutación que vive Palo Pandolfo, y ofrece una conversación creativa entre músico y director. El proyecto fue seleccionado para el 31.º Festival de Cine de Mar del Plata y ha recorrido las distintas plazas del país, con muy buena recepción del público y de los medios.

### Aukapuma
En 2019 participó junto a Federico Hoffman (guitarra acústica de cuerdas de nylon y voz), Franco Luciani (guitarra acústica de cuerda de nylon, voz y Armónica), Juan Cruz Copes (bajo), Fernando Mezzapesa (batería) y Gustavo Contreras (letras) en la disco Aukapuma: Retazos de Historia Obrera. En ese trabajo colectivo, al cual se sumó como vocalista y guitarrista, se aborda mediante canciones de diversos géneros, hechos de importancia en la historia de los trabajadores en la Argentina.

## Fallecimiento
Fue hallado sin vida en una calle de Buenos Aires el 22 de julio de 2021, alrededor de las 15:30. Tenía 56 años. En el lugar estuvieron presentes su sobrino, que logró reconocerlo, y las ambulancias del SAME (Sistema de Atención Médica de Emergencia) que le realizaron sin éxito tareas de reanimación. Aunque no se revelaron las causas de su fallecimiento, se cree que se trató de una muerte súbita.

## Discografía oficial
| Año  | Disco                   | Bandas                 |
| ---- | ----------------------- | ---------------------- |
| 1987 | Don Cornelio y La Zona  | Don Cornelio y La Zona |
| 1988 | Patria o muerte         | Don Cornelio y La Zona |
| 1989 | En vivo                 | Don Cornelio y La Zona |
| 1992 | Salud universal         | Los Visitantes         |
| 1994 | Espiritango             | Los Visitantes         |
| 1995 | En caliente             | Los Visitantes         |
| 1996 | Maderita                | Los Visitantes         |
| 1998 | Desequilibrio           | Los Visitantes         |
| 1999 | Herido de distancia     | Los Visitantes         |
| 2001 | A través de los sueños  | Solista                |
| 2003 | Intuición (inédito)     | Solista                |
| 2004 | Antojo                  | Solista                |
| 2008 | Ritual criollo          | Solista                |
| 2013 | Esto es un abrazo       | La Hermandad           |
| 2015 | Madre computadora (EP)  | La Hermandad           |
| 2016 | Transformación          | La Hermandad           |
| 2019 | El vuelo del dragon I   | La Hermandad           |
| 2019 | El vuelo del dragon II  | La Hermandad           |
| 2019 | El vuelo del dragon III | La Hermandad           |
| 2021 | Siervo (álbum)          | La Hermandad           |